# طواف كولومبيا 2006
طواف كولومبيا 2006 هو سباق دراجات هوائية أقيم بتاريخ أغسطس 5 – أغسطس 20، تكون السباق من 15 مرحلة وامتدّ لمسافة 1905 كم بسرعة 40.8112 كم/س، استغرق السباق 46 ساعة 40 دقيقة 42 ثانية.